# Черношейные журавли в Бутане

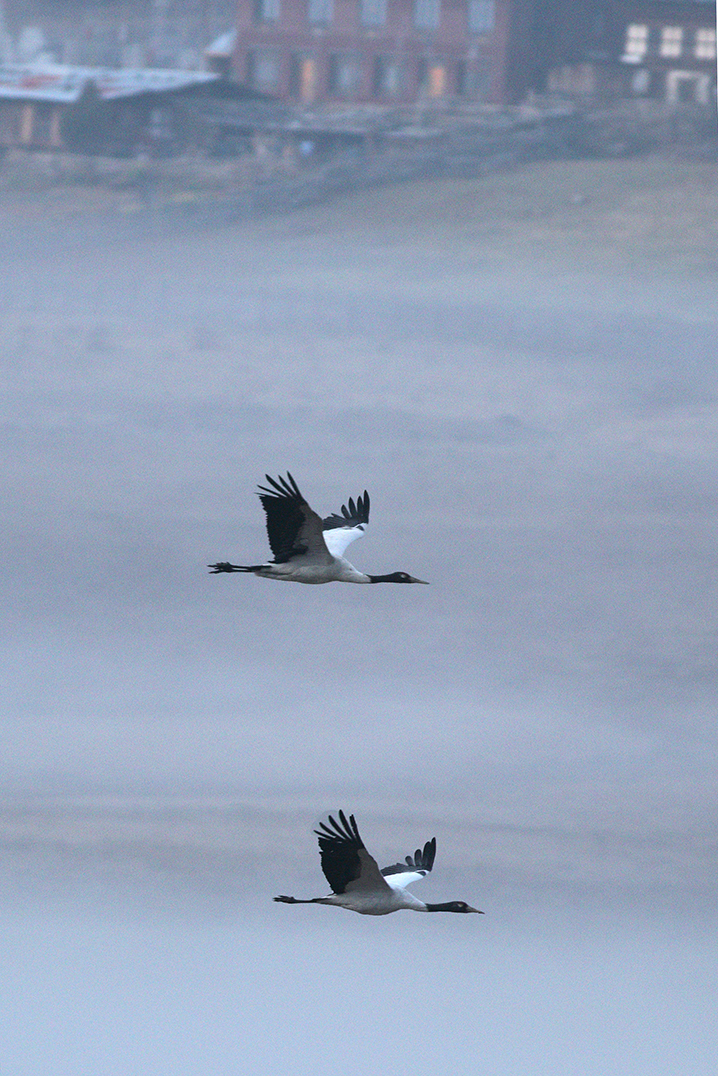
Черношейные журавли в Бутане в ноябре 2018 года

Черношейные журавли (лат. Grus nigricollis) зимуют в долине Пхобджика в Бутане, а также области Ладакх и штата Аруначал-Прадеш в Индии с конца октября до середины февраля, летом размножаются на Тибетском нагорье. Благодаря обилию этих птиц в долине Пхобджика её объявили охраняемой для них территорией; черношейные журавли посещают также и центральный и восточный Бутан, но в меньшем количестве, и не имеют там охранного статуса.
Черношейный журавль отнесён к категории близких к уязвимому положению видов (NT) Красной книги МСОП и входит  в Приложение I СИТЕС. Национальный парк Джигме-Дорджи, примыкающий к долине Пхобджика по другую сторону Черных гор, имеет в своих пределах зимовку черношейных журавлей. Заповедная зона в Пхобджике, созданная в 2003 году, полностью защищает не только черношейных журавлей, но и 13 других уязвимых видов животного мира. До 1980 года в Бутане была разрешена охота на этих птиц; в настоящее время журавли полностью защищены, и правительство страны приняло закон, согласно которому любой человек, убивший журавля, может быть приговорен к длительному тюремному заключению.
В Бутане черношейные журавли имеют статус местных знаменитостей, в их честь ежегодно проводится Фестиваль журавлей (Crane Festival) в монастыре Гангтей-гомпа; это происходит 11 ноября, вскоре после их прибытия с Тибетского плато. Фестиваль привлекает множество туристов в долину Пхобджика.
Бутанцы считают, что черношейные журавли благословляют жителей, когда кружат над их долинами. Бутанские крестьяне сажают озимую пшеницу только после прилёта журавлей. По прибытии птиц жители поют народные песни и устраивают танцы под названием thrung thrung karmo. Бутанцев привлекает моногамность журавлей, которые образуют пары на всю жизнь и живут вместе до 40 лет.